# Le Vigean
Le Vigean – miejscowość i gmina we Francji, w regionie Owernia-Rodan-Alpy, w departamencie Cantal.
Według danych na rok 1990 gminę zamieszkiwało 857 osób, a gęstość zaludnienia wynosiła 30 osób/km² (wśród 1310 gmin Owernii Le Vigean plasuje się na 265. miejscu pod względem liczby ludności, natomiast pod względem powierzchni na miejscu 240.).